# 穆东上沙瓦讷
穆东上沙瓦讷（法語：Chavannes-sur-Moudon）是瑞士联邦西部法语区的沃州下设的一个镇。在行政上属于布罗瓦-维利区管辖。穆东上沙瓦讷的总面积为5.14平方公里。截至2010年底，总人口为209。